# Sant’Ambrogio-bazilika

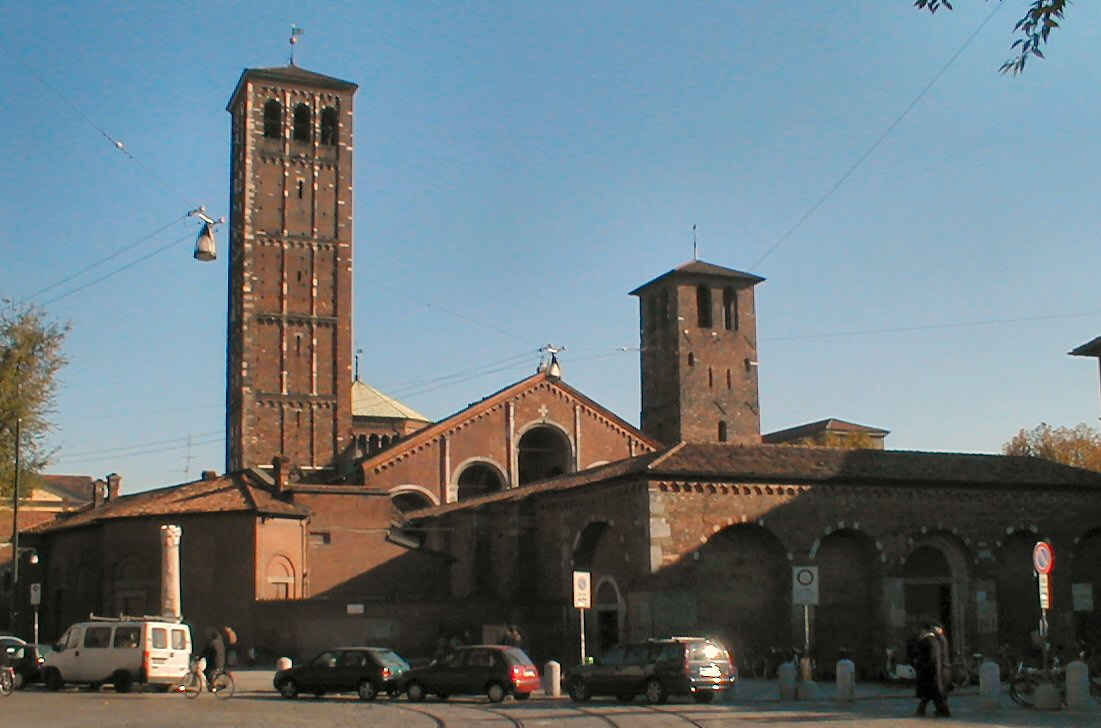
A Sant’Ambrogio-bazilika az ezredfordulón

A Sant’Ambrogio-bazilika Milánó egyik legrégebbi, katolikus temploma. Az eredeti épületet Ambrus, a város püspöke építtette 379 és 387 között, hogy elhelyezze benne Szent Gyárfás és Protáz vértanúk ereklyéit.

## Története
A bazilikát névadója, Szent Ambrus építtette a 4. század második felében. A 9-10. században itt temették el Pipin (810), Bernárd (818), II. Lajos (879) és II. Lothár (950) királyokat. Ansperto érsek egy átriumot építtetett a templomhoz, melyet azonban 1150-ben átalakítottak. 1098 és 1128 között átépítették és felépítették második harangtornyát, hogy véget vessenek egy régi viszálynak a papok és szerzetesek közt, hiszen mindkét fél magának akarta tudni a tornyot. A 12. századig további öt longobárd királyt temettek el a bazilikában. A templom bővítését a 16. században rendelte el Ascanio Sforza, aki Bramantét bízta meg a kivitelezéssel. Ekkor épült fel többek között a bazilika bal oldalhajójához csatlakozó boltíves építmény a Portico della Canonica. A bazilikát később barokkosították, de az 1858-1890 között zajlott restaurálási munkálatoknak köszönhetően visszanyerte eredeti külsőjét. A második világháborúban egy bombatámadás során súlyosan megsérült (1943), de rövid időn belül helyreállították.

## Leírása

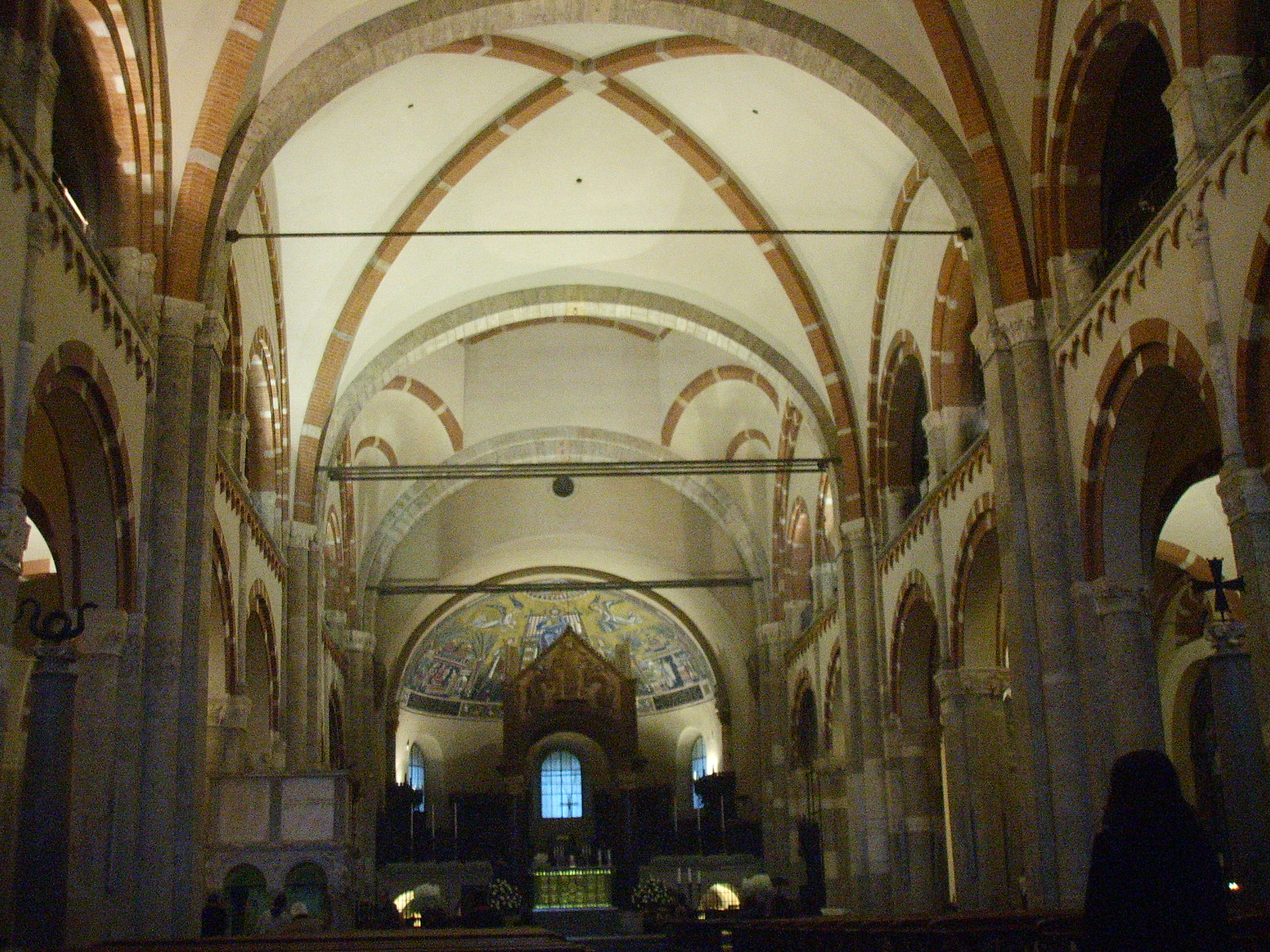
A templombelső

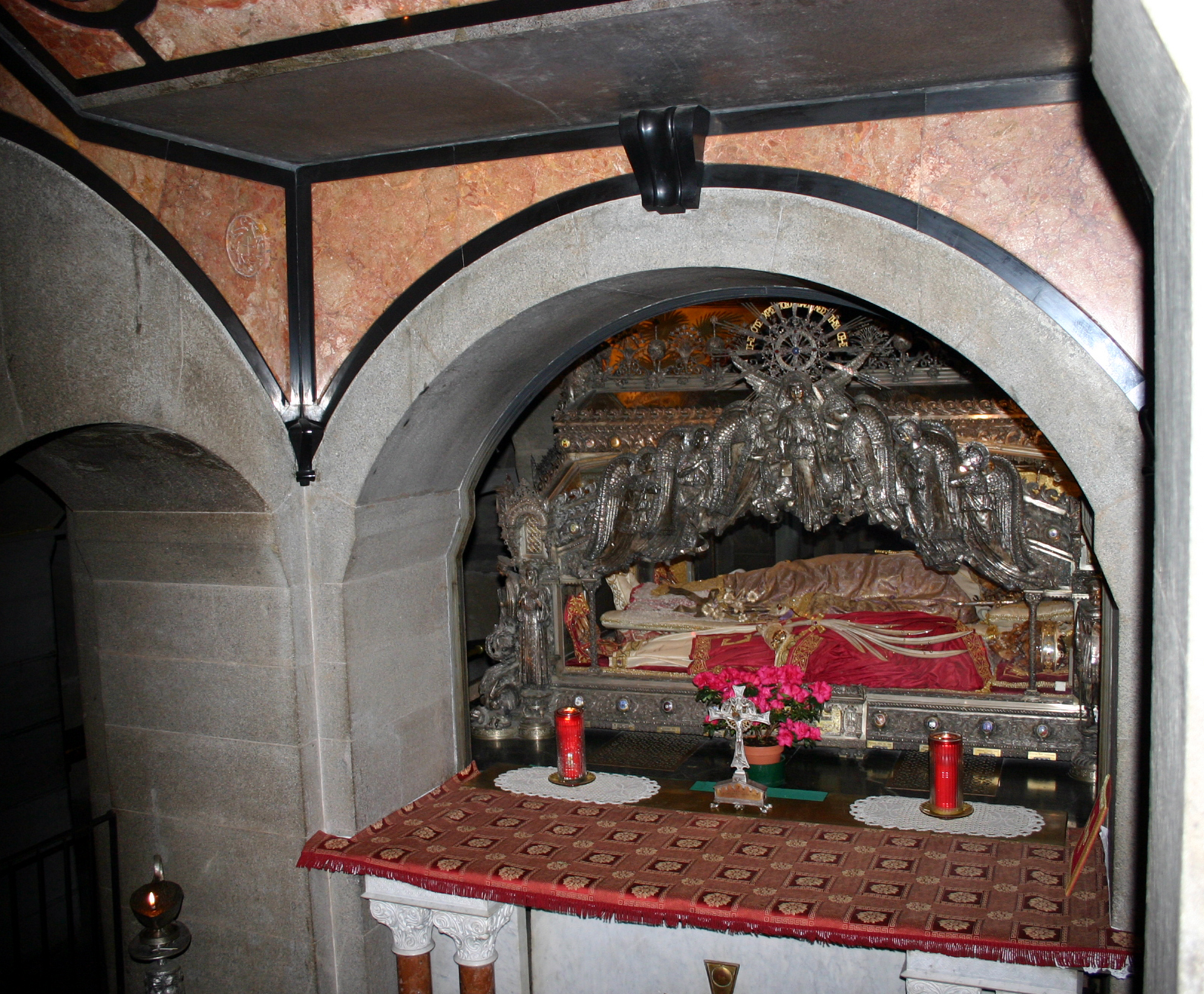
A kripta Szent Ambrus ereklyéivel

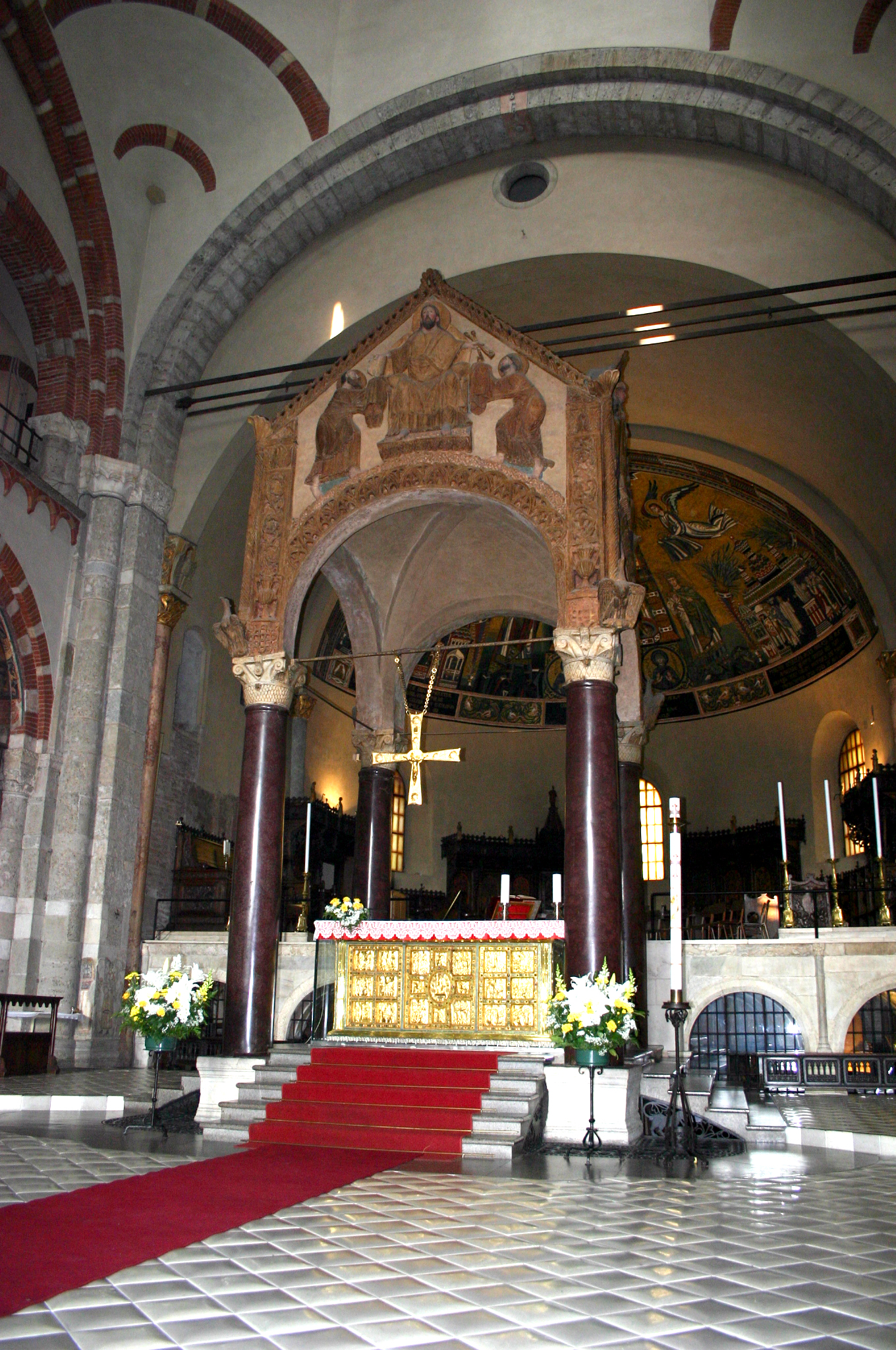
A cibórium

A Sant’Ambrogio-bazilika az észak-itáliai román templomok prototípusának tekinthető és az épületkomplexum erőteljes vonalvezetése valamint a vörös színben játszó hatalmas tömege leginkább a ravennai templomokra hasonlít.
Előudvara egy díszesen faragott kapun keresztül közelíthető meg. Árkádos folyosó övezi, melyben ókeresztény sírkövek, domborművek, oszlopfők vannak kiállítva. Közülük a legérdekesebb a 881-ben elhunyt Ansperto érsek szarkofágja.
A bazilika homlokzatát az alsó szinten háromívű kapu és az emeleteken öt lépcsőzetes ívű loggia (középső boltíve a legmagasabb) alkotja. A kapuzatok közül a két szélső állatfigurás díszítésű, a középső 5. századbeli cédrus fa kapu, téglalap alakú mezőiben Dávid király életéből vett jelenetekkel. A falba utólag beépített, 8-10. századi töredékek veszik körül. A széles nyeregtető alatt a főpárkányon ívsoros fríz vonul végig. Kétoldalt a két harangtorony határolja, jobbra az egyszerű Torre dei Monaci (Szerzetesek tornya), amely a 9. századból származik; balra pedig a magasabb (43,6 m) Torre dei Canonici (Kanonok tornya), amelyet a 12. században építettek.
A bazilika három hajója közül a középső szélesebb az oldalsóknál, amelyek fölött karzat fut végig. A főhajóban, a jobb oldali pillérek alatt látható IX. Piusz pápa 1880-ból származó szobra, a bal oldali pillérek egyikén egy 13. század elejéről származó freskó Madonna a gyermek Jézussal valamint Ambrus és egy adakozó. A hajó közepénél két oszlop áll, a bal oldali tetején egy aranykígyó látható, mely a 4. századból származik, a jobb oldalin pedig egy kereszt. A bal oldali utolsó előtti oszlop előtt áll a gyönyörű, 11. századi szószék. Domborműve az Utolsó vacsorát ábrázolja és a közepén látható Sas és János evangélista eredete a 11. század elejére tehető. A szószék alatti szarkofág a 4. századból származik és feltevések szerint Stilichónak, Nagy Theodosius hadvezérének és feleségének földi maradványait tartalmazza.
A jobb oldalhajóban kápolnák sorakoznak. Ezek közül külön figyelmet érdemel a negyedik, San Savina kápolnája amelynek oltára egy 5. századi szarkofágból készült és a sorban utolsó, Szent György-kápolna a 16. századból származó freskókkal.
A bal oldalhajóban a főoltár közelében látható Pipin itáliai király (Nagy Károly fia) szarkofágjának fedele. Az oldalhajó közepe táján látható egy érdekes Madonna-kép a bejárat közelében pedig a kis keresztelőkápolnában, Borgognonénak Krisztust és két szentet ábrázoló freskóját látható.
A szentélyben a 8,9 m magas, 11. századi vörösporfír oszlopokon álló baldachin emelkedik az oltár fölé. Négy oldalát evangéliumi jeleneteket bemutató, kék mezőbe ágyazott arany domborművek díszítik. A szemközti Krisztust ábrázolja, amint kulcsokat nyújt át Szent Péternek és könyvet Szent Pálnak; a jobb oldali Szent Benedeket két imádkozó alak között, a bal oldalin a Szűzanyát láthatjuk, a hátsón pedig Szent Ambrust, amint átveszi a cibórium modelljét. A drágakővel, gyönggyel és zománccal díszített aranyozott oltár Vuolvinius remekműve 835-ből és II. Angilbert érsek adományozta a templomnak. Elülső díszítése Krisztust ábrázolja az evangélisták és apostolok között, körös-körül a Megváltó életéből vett jelenetekkel; a hátsó oldalán pedig Ambrus életének egyes jelenetei láthatók. A szentély padjait többek között Giacomo del Maino készítette 1469-ben. Középen áll a 9. századból származó, márvány érseki trón. A boltozatot 11. század végi bizánci stílusú mozaik díszíti. A Megváltó látható rajta Szent Gyárfás és Protáz között. Az oldalsó jelenetek Szent Ambrus látomásait ábrázolják.
A kripta a szentélyből közelíthető meg. A 12-13. században épült, 1740-ben újították fel. Itt őrzik egy 1897-ben készült ezüst-hegyikristály urnában Szent Ambrus ereklyéit.
Szintén a szentélyből közelíthető meg a San Vittore in Ciel d’Oro kis kápolna, melynek eredete a 2. századik nyúlik vissza. Itt látható egy Szent Ambrust ábrázoló 5. századi mozaik.

## Portico della Canonica
A bazilika bal oldalhajója mellett négy, fatörzshöz hasonlatos oszlop áll, amelyek boltíveket tartanak. Ludovico Sforza kívánságára Bramanténak kerengőt kellett volna építenie itt, de a munka abbamaradt, amikor Ludovicót megfosztották hatalmától. A nagy boltív mögötti falon Ludovicónak és felesége, Beatrice d'Este domborműves képmása látható.

## Museo del Sant’Ambrogio
A Portico della Canonicából lépcső vezet fel a bazilika melletti épület emeleti helyiségeibe, ahol a Szent Ambrus Múzeum (Museo del Sant’Ambrogio) kapott otthont. A lépcső közepe táján nyílik a kincstár (Tesoro), a 12-16. századig terjedő időből származó arany és ezüst ötvösmunkák, kelyhek, körmeneti keresztek és más értékes kegytárgyak gyűjteménye. A múzeum felső termeiben értékes faliszőnyegek, miseruhák, faragott faburkolatok és stallumok, továbbá márványfrízek láthatók. Van itt egy 4. századból fennmaradt ágy is, amely a feltételezések szerint Szent Ambrusé volt. A múzeumban mintegy ezer kézírásos pergamentekercset őriznek (a legrégebbi 8. századi).